# 보은 나들목
보은 나들목(Boeun IC)은 충청북도 보은군 보은읍 지산리에 설치된 서산영덕고속도로의 20번 나들목이다. 나들목 진출입로는 보은읍 금굴리 , 삼승면 둔덕리와 접하고 있으며, 삼승면, 보은읍내로 진출할 수 있다.

## 연혁
- 2007년 11월 28일 : 당진상주고속도로 청원 ~ 상주 구간 개통과 함께 영업 개시[1]

## 구조물 정보
본래 국도 제19호선 남부로 상의 보은IC 교차로를 통해 접속되는 이중 트럼펫형 구조였으나 2018년 12월 31일 옥천 ~ 보은간 도로가 개통되면서 둔덕 교차로를 통해 국도 제37호선과 접속되는 형태(다이아몬드형)으로 바뀌었다. 이에 따라 둔덕 교차로를 통해 국도 제37호선으로 진입한 후 기존 보은IC 교차로로 이동하는 방식으로 보은읍내로 이동해야 한다.
- 위치: 충청북도 보은군 보은읍 지산리
- 영업소: 충청북도 보은군 보은읍 남부로 4043
- 한국도로공사 보은지사: 충청북도 보은군 보은읍 남부로 4045

## 접속하는 도로
- 국도 제37호선 (옥천 ~ 보은간 도로)
- 간접 연결 : 국도 제19호선 (남부로, 보은IC 교차로 이용)

## 교통량 정보
| 요금소        | 통행량 (대/일) | 통행량 (대/일) | 통행량 (대/일) | 통행량 (대/일) | 통행량 (대/일) | 통행량 (대/일) | 통행량 (대/일) | 통행량 (대/일) | 통행량 (대/일) | 통행량 (대/일) | 각주  |
| 요금소        | 2007년         | 2008년         | 2009년         | 2010년         | 2011년         | 2012년         | 2013년         | 2014년         | 2015년         | 2016년         | 각주  |
| ------------- | -------------- | -------------- | -------------- | -------------- | -------------- | -------------- | -------------- | -------------- | -------------- | -------------- | ----- |
| 보은 (폐쇄식) | 1,690          | 1,947          | 2,277          | 2,672          | 2,351          | 2,350          | 2,396          | 2,475          | 2,536          | 2,635          | [ 2 ] |
| 요금소        | 2017년         | 2018년         | 2019년         |                |                |                |                |                |                |                | [ 2 ] |
| 보은 (폐쇄식) | 2,683          | 2,579          | 2,988          |                |                |                |                |                |                |                | [ 2 ] |